# Marciano Villanueva Salas
Marciano Villanueva Salas (Barbadillo de Herreros (Burgos), 26 de marzo de 1927- 13 de febrero de 2013, Madrid), fue un prolífico traductor al castellano tanto de lenguas de la Antigüedad (entre ellas el arameo, hebreo, latín y griego clásico), como de lenguas modernas, así el francés, aunque destaquen sus traducciones del italiano y del alemán.

## Biografía
Marciano Villanueva nació cerca de Salas de los Infantes (Burgos). Tras la Segunda Guerra Mundial estuvo diez años en Viena y en Suiza. Buen conocedor del latín, se doctoró en Teología y Sagrada Escritura. Casi otros tantos años vivió en Roma donde trabajó en esos temas y sobre lenguas semíticas. Así que adquirió, además, un buen conocimiento del alemán y del italiano.[cita requerida]
De regreso a España dio clases de semíticas y exégesis bíblica en la Universidad de Salamanca. Se casó en Barcelona, en julio de 1967, y tuvo dos hijas. Estuvo estrechamente vinculado al mundo editorial de Barcelona: en la prestigiosa Compañía Internacional Editora (CIESA), y colaboró hasta el final de su vida con la editorial Herder, para la cual hizo múltiples traducciones, religiosas, filosóficas, psicológicas y psicoanalíticas.
En 1979 fue nombrado director de publicaciones del recién fundado Instituto de Estudios Económicos, y se trasladó a Madrid. Se mantuvo en ese puesto hasta 1992, en una etapa dedicada a trabajos y traducciones de política económica. Así, tradujo los clásicos Principios de economía política, La economía en una lección, o La ética de la libertad.
Desde 1975, y sobre todo en las tres últimas décadas de su vida, hizo traducciones de grandes figuras, y recibió dos veces el Premio Inter Nationes de Bonn (desde 2001 fusionado con el Instituto Goethe), por sus dos versiones de Ernst Jünger; e Instantes griegos y otros sueños, que él tradujo, obtuvo el Premio fray Luis de León a la mejor edición, en 1999.

### Versiones de obras de teología e historia religiosa
Destaca especialmente la Biblia de Jerusalén editada en España por Desclée de Brouwer en 1967 (reed: 1975, 1998 y 2009), que tiene su origen en la Escuela bíblica y arqueológica francesa en Jerusalén, y que es excepcional por ser una traducción de las lenguas originales —hebreo, arameo y griego— al español, y por su aparato crítico, comentarios, introducciones, anotaciones (filológicas, históricas) así como revisiones. Villanueva formó parte del equipo de traductores, ocupándose de la traducción de Libros del Antiguo Testamento (1 y 2 de Samuel; 1 y 2 de Reyes; 1 y 2 Crónicas, Esdras y Nehemías; Rut, Tobías, Judit, Ester), y del Evangelio de Lucas del Nuevo Testamento, y de la revisión de los textos del Antiguo Testamento. Más tarde fue adaptador y redactor de la nueva edición para Herder de la La Biblia.
Entre 1997 y 2004 colaboró en la edición bilingüe y comentada El Corán de la editorial Didaco, en 5 vols., vertiendo las notas alemanas y, junto a Alberto Castro, comparando y revisando las traducciones con el original árabe.
Para la editorial Herder adaptó e introdujo decenas de libros, entre los que se cuentan los dos volúmenes del teólogo austríaco Anton Grabner-Haider y el Diccionario enciclopédico de exégesis y teología bíblica, en dos tomos, que sintetizan en 1.500 entradas los conocimientos bíblicos aportados por el fundamental Lexikon für Theologie und Kirche.
Además tradujo la Dogmática de G. Müller; o Contempló Dios toda su obra y estaba muy bien, de M. Kehl; así como Teoría de los principios teológicos de J. Ratzinger.

### Versiones de ensayos filosóficos y obras literarias
Por otra parte, Villanueva tradujo numerosos textos literarios y ensayísticos, del siglo XX o renacentistas. Destacan sus versiones de las novelas Eumeswil y Heliópolis de Ernst Jünger, la Novela de caza de Horst Stern (las tres para Seix Barral), así como dos obras de Hugo von Hofmannsthal (Instantes griegos y otros sueños, y Asomado al abismo), Los mensajeros del renacentista Torquato Tasso, Ordo amoris del filósofo Remo Bodei, sobre Agustín de Hipona, y póstumamente Cardano en Pelar con el ingenio (todas para cuatro.ediciones). Puso en castellano dos monografías, para Herder, sobre Juliano y sobre Teodosio, del historiador Hartmut Leppin, y una más sobre Jaspers del filósofo Kurt Salamun, así como Ante el vacío existencial, del importante pensador y psiquiatra Viktor Emil Frankl.
Por añadidura vertió el Intercambio epistolar de Hofmannsthal con Bebenburg, y la novela Hombre ángel, de Geltinger, ambos para Pre-Textos.
Además tradujo textos de destacados hispanistas franceses: Los letrados juristas castellanos bajo Felipe III, de Jean Marc Pelorson (2008), y Los jesuitas en la España del siglo XVI (2010), de Marcel Bataillon, un curso recién recuperado en Francia, con una traducción señalada como espléndida.
Desde 1999 trabajó ampliamente para los libros culturales de la Asociación Española de Neuropsiquiatría. Vertió El libro de los sueños del sabio del siglo XVI Girolamo Cardano; hizo una elogiada versión de las Conversaciones en Túsculo de Cicerón, su libro sobre la tristeza, y otra del libro inaugural del impulsor de los estudios sobre melancolía renacentista, Marsilio Ficino (Tres libros sobre la vida); también tradujo dos obras del pionero de las clasificaciones psiquiátricas, el italiano de ese siglo Tomaso Garzoni (El teatro de los cerebros y El hospital de los locos incurables), y del moralista coetáneo de este, Luigi Cornaro (De la vida sobria). Por añadidura logró dar voz a las detalladas memorias del enfermo y jurista alemán Schreber (Sucesos memorables de un enfermo de los nervios), que tanto usó Sigmund Freud, y por vez primera aparecidas en España.

## Balance
Su versión de las Tusculanas, el clásico de Cicerón, en 2005, se cuenta entre las más notables traducciones al castellano recientes. Villanueva, por lo demás, es reconocible por su estilo poético y al tiempo sencillo y preciso.
Entre sus traducciones más significativas se encuentran libros fundamentales de grandes prosistas o pensadores, como Ficino, Cardano, Tasso, Garzoni, Hofmannsthal, Menger, Schreber, Jünger, Bataillon, Frankl y Bodei, además de la propia Biblia. Destacó, en suma, como un prolífico traductor de diversas materias ensayísticas —teológicas, económicas, psicológicas, filosóficas y literarias—, destacando sobre todo por sus traducciones del alemán, por lo que recibió premios en Alemania y España.

## Traducciones (selección)
- Biblia de Jerusalén, Desclée de Brouwer, 1967 y ss.
- Mark Brandis, Alarma en el espacio, Herder, 1975, ISBN 978-84-254-0974-5
- Anton Grabner-Haider, La Biblia y nuestro lenguaje: hermenéutica concreta, Herder, 1975 ISBN 978-84-254-0975-2
- Antón Grabner-Haider, Vocabulario práctico de la Biblia, Herder, 1975, ISBN 978-84-254-1323
- Jacques Chazaud, Nuevas tendencias del psicoanálisis, Herder, 1979
- Ernst Jünger, Eumeswil, Seix-Barral, 1980 (2011, en RBA, ISBN 978-84-9006-034-6)[27]
- Ernst Jünger, Heliópolis, Seix-Barral, 1981 (2008, ISBN 978-84-322-0748-8);[28] consultable ahora en[29]
- Gerold Lingnau, Libertad sobre dos ruedas, Aquarama, 1983 ISBN 978-84-86019-13-6
- H. O. Eglau, Lucha de gigantes, Planeta, 1983 ISBN 978-84-320-7858-3
- Paul Watzlawick, ¿Es real la realidad?, Herder, 2003[30]
- Marco Rosca, Leonardo, Carroggio, 1983 ISBN 978-84-7254-511-3
- Michael Ende, El Goggolori: una leyenda bávara dramatizada en ocho escenas y un epílogo), Ayuso, 1985 ISBN 978-84-336-0247-3
- Karl Salamun, Karl Jaspers, Herder, 1987, ISBN 978-84-254-1531-9
- Herbert Vorgrimler, Entender a Karl Rahner, Herder, 1988 ISBN 978-84-254-1574-6
- John Bright, La historia de Israel, Desclée de Brouwer, 1987, ISBN 978-84-330-0286-0
- Tatiana Goricheva, Hijas de Job, Herder, 1989 ISBN 978-84-254-1665-1
- Horst Stern, Novela de caza, Seix Barral, 1990, ISBN 978-84-322-0627-6
- Jean Le Loeuff,  La aventura de la vida, Larousse, 1991 ISBN 978-84-87227-41-7
- Henry Hazlitt, La economía en una lección, Unión Editorial, 1996 ISBN 978-84-7209-307-2
- Alfred Schüller, Hans-Günter Krüsselberg, Conceptos básicos sobre el orden económico, Folio, 1997
- Remo Bodei, Ordo amoris. Conflictos terrenos y felicidad celeste, cuatro.ediciones, 1998 ISBN 978-84-921649-4-3
- Girolamo Cardano, El libro de los sueños, AEN 1999 ISBN 978-84-921633-9-7
- Tomaso Garzoni, El teatro de los cerebros. El hospital de los locos incurables, AEN, 2000 ISBN 978-84-95287-09-0
- La Biblia, Herder, 2003 ISBN 978-84-254-2235-3 (y 2013)
- Marsilio Ficino y Luigi Cornaro, Tres libros sobre la vida. De la vida sobria, AEN, 2006, ISBN 978-84-95287-28-1
- Hugo von Hofmannsthal, Instantes griegos y otros sueños, cuatro.ediciones, 1999 ISBN 978-84-921649-5-0
- D. P. Schreber, Sucesos memorables de un enfermo de los nervios, AEN, 2003.
- El Corán, Barcelona, Didaco, 2004 edición bilingüe comentada, con traducción del texto árabe coránico por Bahiğe Mulla Huech y traducción del texto alemán de la exégesis por Marciano Villanueva.[31]
- Joachim Gnilka, Biblia y Corán: lo que los une, lo que los separa, Herder, 2005 ISBN 978-84-254-2388-8
- Cicerón, Conversaciones en Túsculo, AEN, 2005 ISBN 978-84-95287-23-6
- Klaus Bringmann, Juliano, Herder, 2006, ISBN 978-84-254-2427-4
- Hugo von Hofmannsthal, Asomado al abismo, cuatro.ediciones, 2007, ISBN 978-84-934176-3-5
- Torquato Tasso, Los mensajeros, cuatro.ediciones, 2008 ISBN 978-84-934176-4-2
- Hugo von Hofmannsthal, Intercambio epistolar, Pre-Textos, 2008 ISBN 978-84-8191-858-8
- Hartmut Leppin, Teodosio, Herder, 2008 ISBN 978-84-254-2534-9
- Nuevo Testamento, tr. Serafín de Ausejo, Herder, 2009 ISBN 978-84-254-2610-0, revisión de MVS
- Murray N. Rothbard, La ética de la libertad, Unión Editorial, 2009 ISBN 978-84-7209-480-2
- Medard Kehl, Contempló Dios toda su obra y estaba muy bien: una teología de la creación, Herder, 2009, ISBN 978-84-254-2522-6
- Jean-Marc Pelorson, Los letrados juristas castellanos bajo Felipe III. Investigaciones sobre su puesto en la sociedad, la cultura y el Estado, Junta Castilla y León, 2008 ISBN 978-84-9718-533-2[32]
- Gunther Geltinger, Hombre ángel, Pre-Textos, 2009 ISBN 978-84-15297-52-9
- Wolfgang Sofsky, Defensa de lo privado: una apología, Pre-Textos, 2009 ISBN 978-84-8191-977-6
- Marcel Bataillon, Los jesuitas en la España del siglo XVI, Junta Castilla y León, 2010 ISBN 978-84-9718-612-4
- Henry Haztitt, La economía en una lección, Unión Editorial, 2011 ISBN 978-84-7209-551-9
- Klaus Berger, Los primeros cristianos, Sal Terrae, 2011 ISBN 978-84-293-1918-7
- Viktor Emil Frankl, Ante el vacío existencial: hacia una humanización de la psicoterapia, Herder, 2011 ISBN 978-84-254-1090-1[33]
- Karl Rahner, El concilio, nuevo comienzo, Herder, 2012 ISBN 978-84-254-3137-1
- Carl Menger, Principios de economía política, Unión Editorial, 2012 ISBN 978-84-7209-316-4
- Paul Watzlawick, El lenguaje del cambio: nueva técnica de la comunicación terapéutica, Herder, 2012 ISBN 978-84-254-2928-6
- La liturgia como centro de la vida cristiana, Sal Terrae, 2013 ISBN 13978-84-293-2057-2
- Gerhard Lohfink, Jesús de Nazaret. Qué quiso, quién fue, Herder, 2013 ISBN 978-84-254-3108-1[34]
- Paul Watzlawick, No es posible no comunicar, Herder 2014 ISBN 978-84-254-3100-5

## Enlaces
- Ed. Herder, in memoriam